# Tanaghrisson
Tanaghrisson (vers 1700 - 4 octobre 1754 à Harris’s Ferry (aujourd'hui Harrisburg) en Pennsylvanie aux États-Unis) était un chef amérindien qui a joué un rôle central au début de la guerre de la Conquête.
Son nom a été écrit de diverses façons : Deanaghrison, Johonerissa, Tanacharison, Tanahisson, Thanayieson, Tsonnontouan.

## Biographie
Il était connu des Euro-Américains sous le nom de Demi-Roi, un titre aussi attribué à plusieurs autres dirigeants amérindiens importants. Il serait le véritable auteur de l'assassinat du capitaine Joseph Coulon de Villiers (Jumonville) selon l'historien Fred Anderson. En réalité, Tanaghrisson est donné auteur de l'assassinat par George Washington, qui selon lui, aurait tué le capitaine français avec un tomahawk. Cependant, aucun coup de hache n'a été retrouvé sur le corps de Jumonville.
Le sachem Half King (Tanaghrisson), qui accompagna George Washington (alors responsable de la milice de Virginie) lors de son ultimatum au capitaine Legardeur de Saint-Pierre de Repentigny (responsable des forces françaises à Fort le Bœuf) pour que les Français quittent la région de la Vallée de l'Ohio, était « connu pour sa haine des Français depuis que ces derniers n'avaient pas hésité à manger le cadavre de son père. »